# Cutzamala de Pinzón
Cutzamala de Pinzón é uma cidade do estado de Guerrero, no México.